# Kastrup (Vordingborg Kommune)
 For alternative betydninger, se Kastrup (flertydig). (Se også artikler, som begynder med Kastrup)
Kastrup er en bydel i Vordingborg, 3 km nord for centrum. Den var tidligere en selvstændig landsby. Kastrup ligger i Kastrup Sogn, umiddelbart øst for Neder Vindinge.

## Historie
Navnet stavedes tidligere Carsthorp. Efterleddet viser, at der er tale om en "torp".
Kastrup landsby bestod i 1682 af 11 gårde. Det samlede dyrkede areal udgjorde 262,1 tønder land skyldsat til 64,16 tdr hartkorn. Dyrkningsformen var trevangsbrug. Gårdene lå på begge sider af vejen, der fra nord gik mod syd i retning mod Vordingborg.
Kastrup indgik i Vordingborg Rytterdistrikt. I 1719 hørte 8 rytterbønder under distriktet, i 1739 og 1768 9 rytterbønder.
Kastrup blev stjerneudskiftet.
I Kastrup lå en folkeskole.
Jernbanen mellem Næstved og Vordingborg blev lagt hen over landsbyens gamle jorder vest om denne men fik i første omgang ingen betydning for byens udvikling. I efterkrigstiden er der dog sket en udstykning af gårdenes jorder, og der udviklede sig et større boligområde i Kastrup. Denne udvikling må ses i lyset af Vordingborgs samtidige udvikling.